# Dólmen das Carniçosas

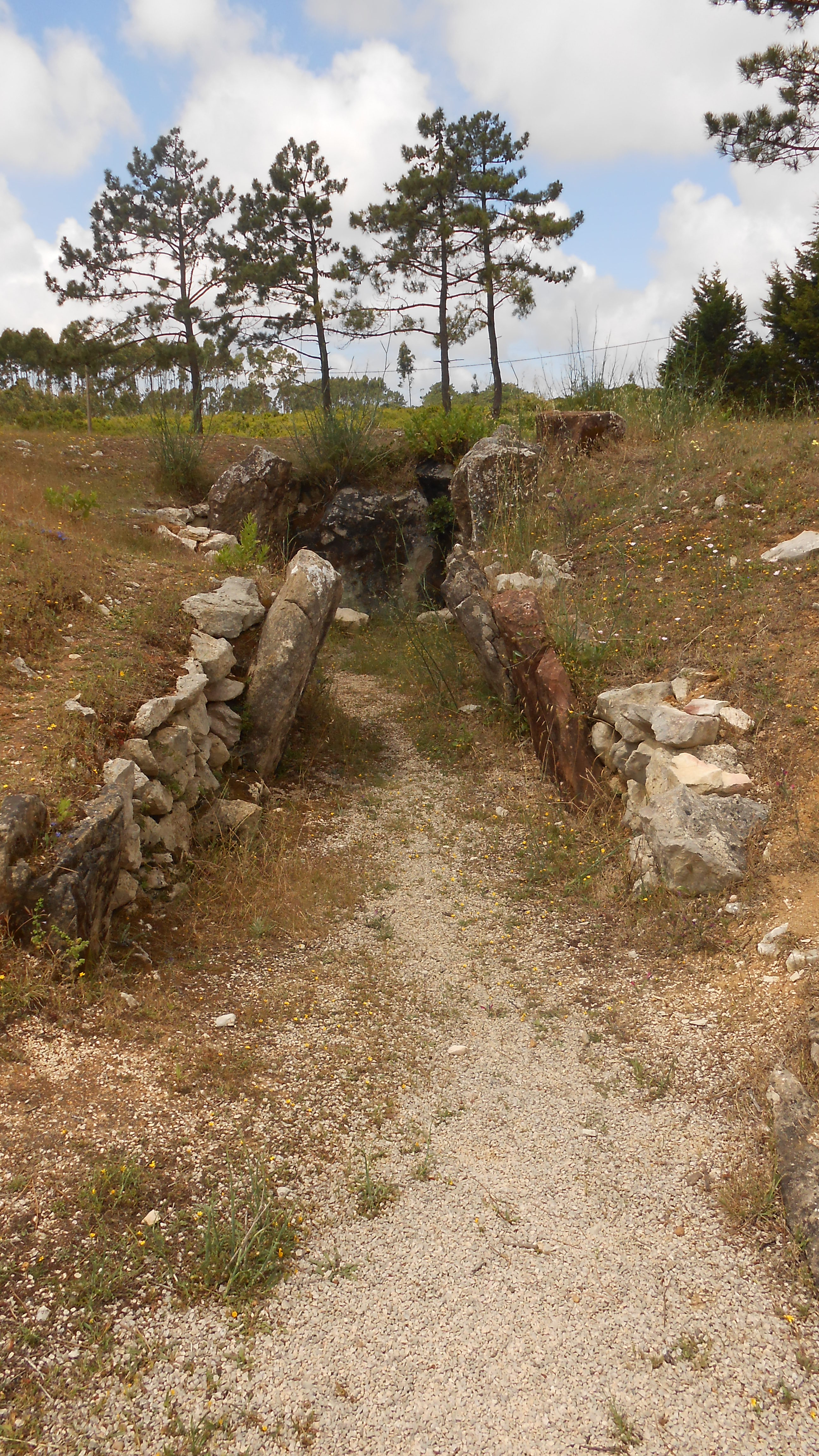
Blick durch den Gang in den Dólmen das Carniçosas

Die Megalithanlage Dólmen das Carniçosas liegt in Portugal, in der Gemeinde Alhadas, im Distrikt Coimbra im Kreis Figueira da Foz.
Der von dem Archäologen António dos Santos Rocha (1853–1910) gefundene Dolmen ist eine Anta, die seit 1910 als Monumento Nacional registriert ist und geschützt wird. Einige Funde von hier sind heute im Museu Municipal Santos Rocha in Figueira da Foz zu sehen. 
Anta ist die portugiesische Bezeichnung für etwa 5000 Megalithanlagen oder Dolmen, die während des Neolithikums im Westen der Iberischen Halbinsel von den Nachfolgern der Cardial- oder Impressokultur errichtet wurden.
Der Dolmen besteht aus einem Vorhof, einem Verbindungsgang und einer polygonalen Kammer. Die Kammer misst etwa drei Meter im Durchmesser, während der Gang vom Vorhof aus etwa 4,5 Meter lang ist.
Der Dólmen das Carniçosas liegt auf dem höchsten Punkt der Serra das Alhadas und ist einer der Punkte auf der Rota Megalitismo, einem der Megalithkultur gewidmeten Wanderweg im Rahmen der thematisch geordneten Wanderwege des Kreises Figueira da Foz.

Dólmen das Carniçosas
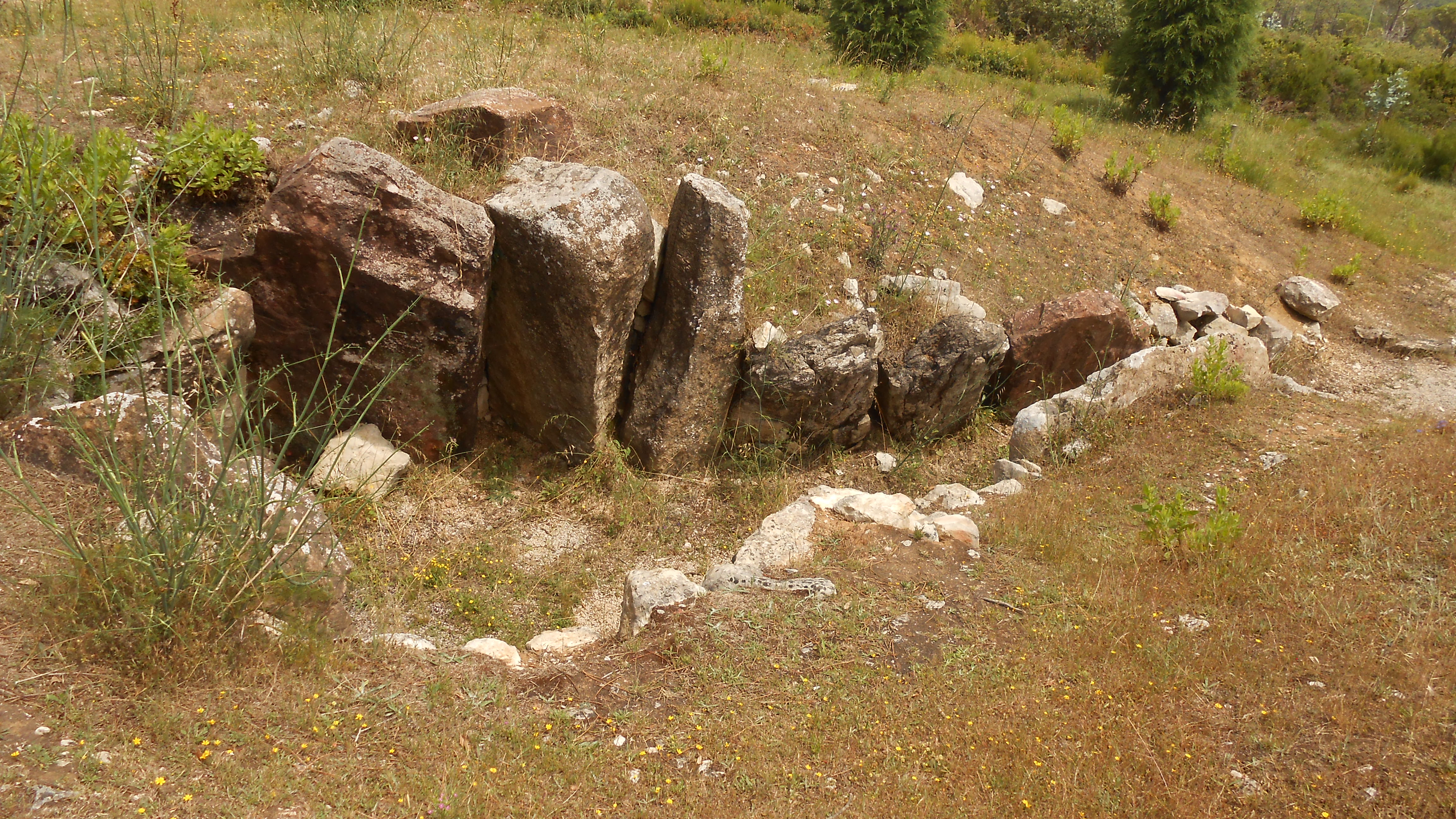
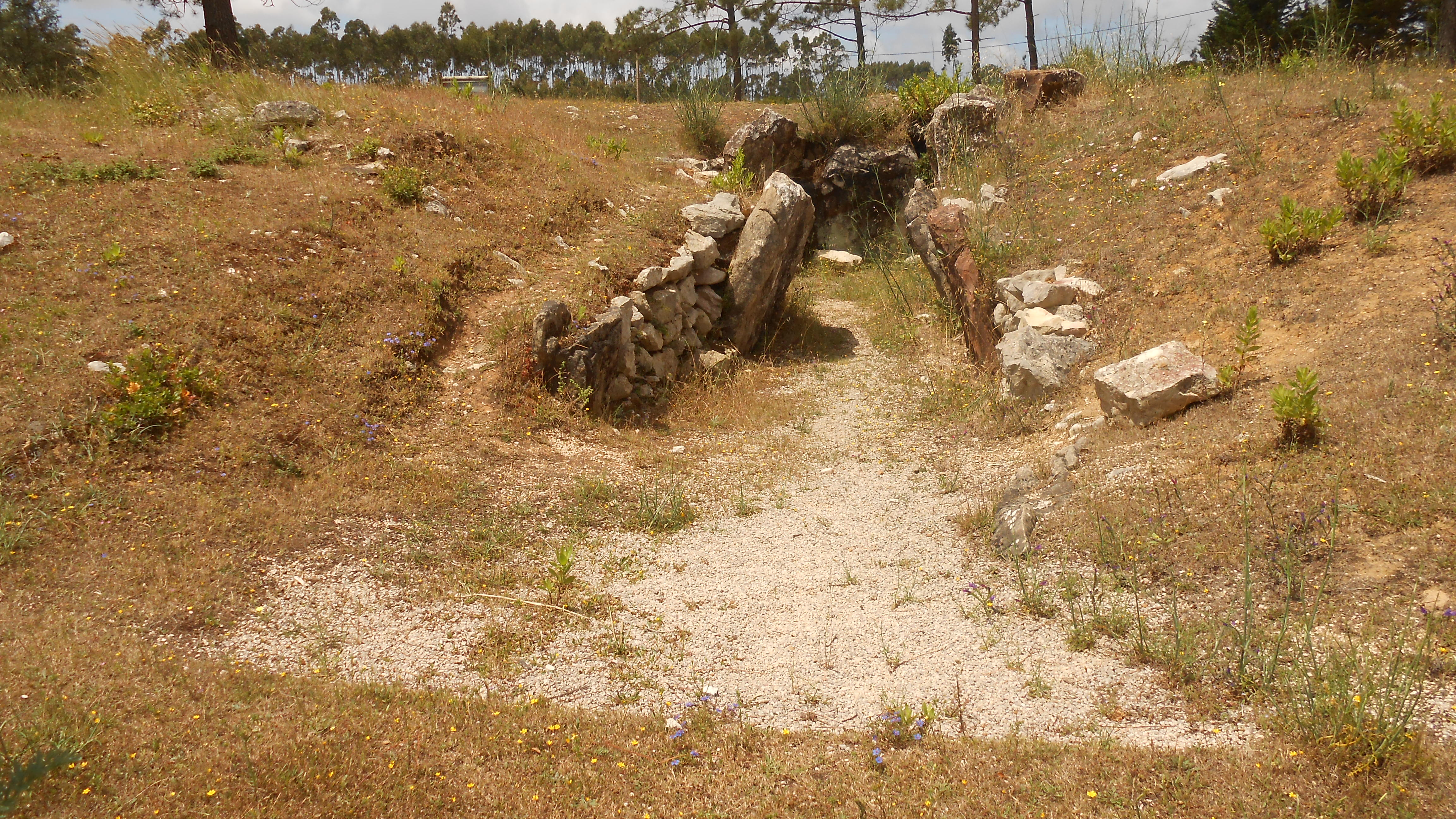
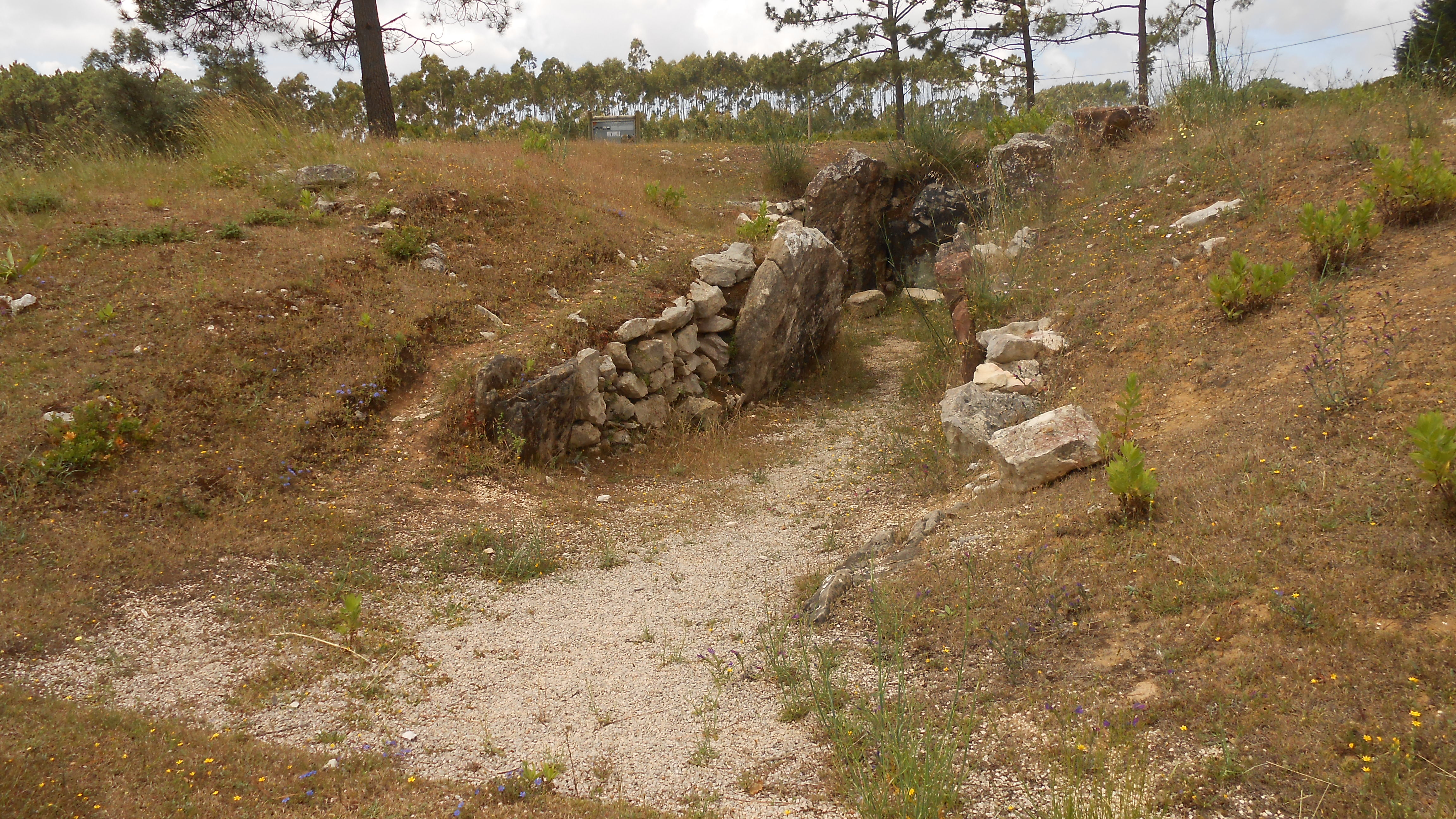
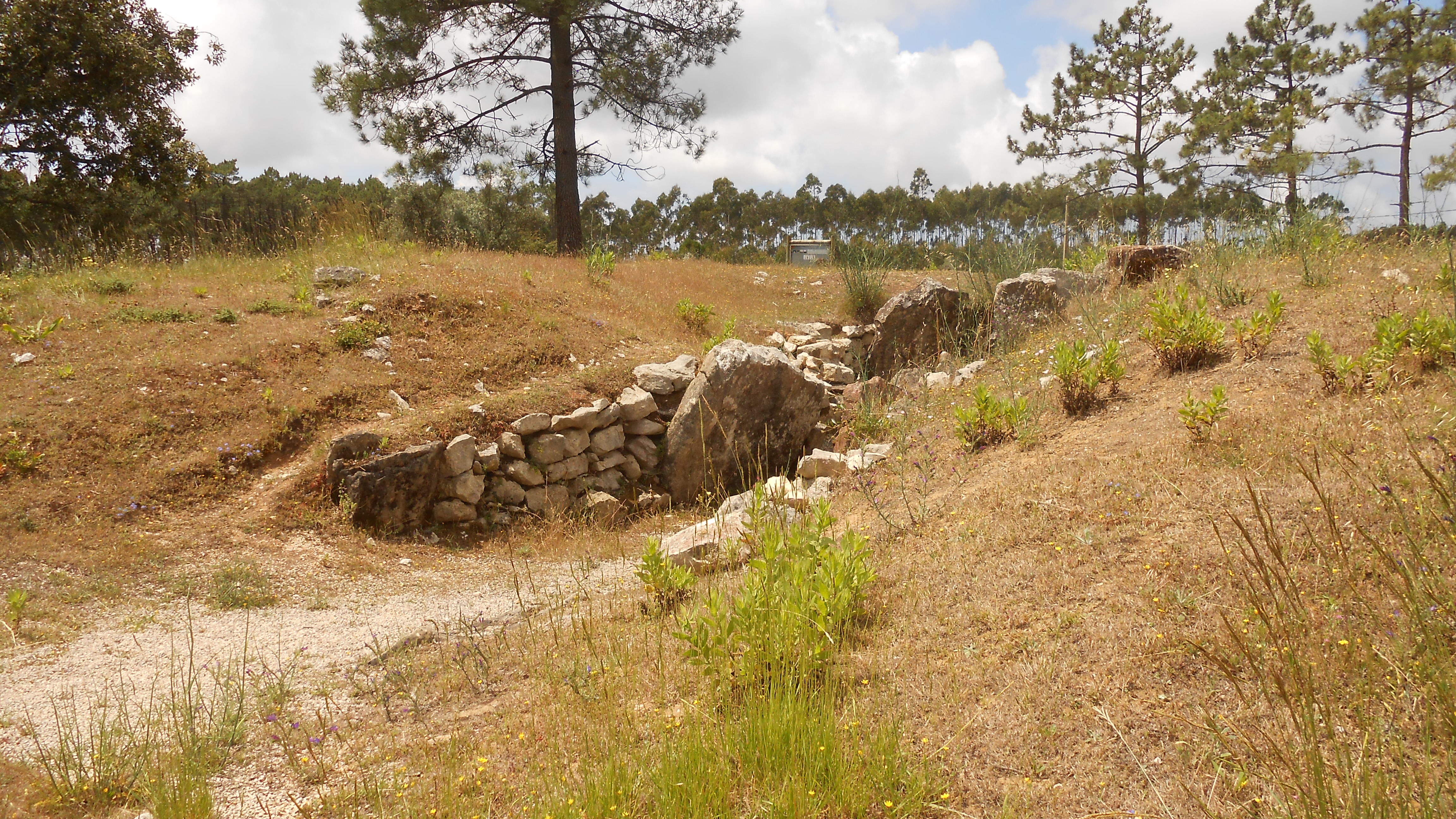
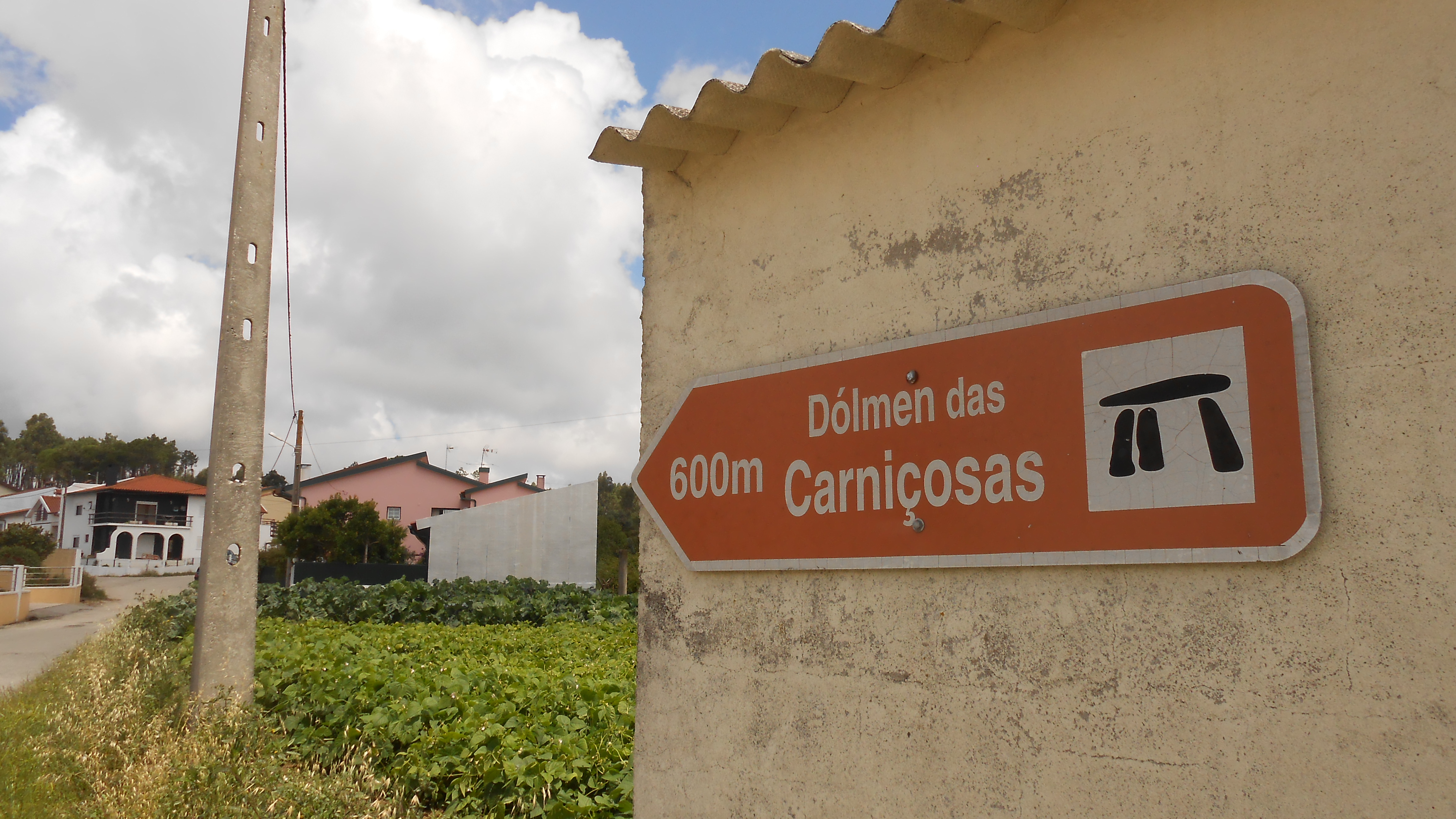